# WNF Vijfje
Het WNF Vijfje is een Nederlandse herdenkingsmunt van 5 euro uitgebracht ter herdenking van het 50-jarig bestaan van het Wereld Natuur Fonds. De munt is in opdracht van het ministerie van Financiën door de Koninklijke Nederlandse Munt geslagen. Deze herdenkingsmunt is in meerdere versies geslagen: de circulatiemunt, de verzamelaarsmunt, het gouden tientje en voor het eerst ook een munt waarvan een deel naar het goede doel gaat. In dit geval de zogenaamde "Munt met een Missie".
De eerste slag van de munt had plaats op 12 september 2011 en werd uitgevoerd door Ellen ten Damme en Humberto Tan, beiden ambassadeur voor het Wereld Natuur Fonds. Bij de eerste slag waren minister van Financiën Jan Kees de Jager en muntmeester Maarten Brouwer aanwezig.

## Thema
Het ontwerp is van de hand van Willehad Eilers, het ontwerp is de kleinste boom ter wereld, compleet met kroon en wortels. De voorzijde van de munt toont het bladerdak van een boom, met in het midden het portret van koningin Beatrix. Het portret van de koningin is uitgevoerd in één lijn. Dit portret is ook ontworpen door Eilers. Alle letters van de tekst Beatrix Koningin der Nederlanden zijn in aparte cirkels opgenomen aan de rand van de munt. De plaatsing van de cirkels zelf is naar voorbeeld van oude Nederlandse munten. Dat de tekst op deze manier doorloopt in de rand van de munt is nog nooit eerder gedaan.
Op de voorzijde is het bladerdak afgebeeld, op de achterzijde is het wortelstelsel van een boom afgebeeld. De kunstenaar ziet de munt als de stam die de beide kanten met elkaar verbindt. Aan het einde van de wortels staat de tekst: 50 jaar wereld natuurfonds, dit is met een nieuw lettertype geschreven. Tussen de wortels staat naast het munt- en muntmeesterteken verborgen. Tussen deze twee tekens staat ook de "handtekening" van de kunstenaar. Dit is vormgegeven als een "vulpes sus frater".

## Specificaties
De specificaties van de circulatiemunt gelden ook voor de "Munt met een Missie".

### Circulatiemunt
- Nominale waarde: 5 euro
- Kwaliteit: circulatie
- Metaal: verzilverd koper
- Gewicht: 10,50 g
- Diameter: 29,0 mm
- Oplage: 350.000
- Randschrift: *God*zij*met*ons
- Ontwerper: Willehad Eilers

### Proof
- Nominale waarde: 5 euro
- Kwaliteit: Proof
- Metaal: 925/1000 zilver
- Gewicht: 15,50 g
- Diameter: 33,0 mm
- Oplage: 20.000
- Randschrift: *God*zij*met*ons
- Ontwerper: Willehad Eilers

### Tientje
Van het WNF Vijfje is ook een gouden 10 euromunt geslagen
- Nominale waarde: 10 euro
- Kwaliteit: Proof
- Metaal: 900/1000 goud
- Gewicht: 6,72 g
- Diameter: 22,5 mm
- Oplage: 6.500
- Rand: gekarteld
- Ontwerper: Willehad Eilers

Gulden herdenkingsmunten:

Dubbelkop 1980 · Unie van Utrecht · Voetbalvijfje

Nederlandse euro-herdenkingsmunten:

herdenkingsmunten van € 2: Erasmusmunt · Dubbelkop Beatrix-Willem-Alexander · 200 jaar koninkrijk

meerwaardeherdenkingsmunten:

Zilveren vijfjes: Vincent van Gogh Vijfje · Europamunt · Koninkrijksmunt · Vredes Vijfje · Belasting Vijfje · Australië Vijfje · Rembrandt Vijfje · Michiel de Ruyter Vijfje · Architectuur Vijfje · Manhattan Vijfje · Japan Vijfje · Max Havelaar Vijfje · Waterland Vijfje · Schilderkunst Vijfje · Muntgebouw Vijfje · WNF Vijfje · Tulpen Vijfje · Beeldhouwkunst Vijfje · Grachtengordel Vijfje · Vrede van Utrecht Vijfje · Rietveld Vijfje · Vredespaleis Vijfje · De Nederlandsche Bank Vijfje · Van Nelle Vijfje · Waterloo Vijfje · Wadden Vijfje · Jheronimus Bosch Vijfje · Stelling van Amsterdam Vijfje · Johan Cruijff Vijfje · Fanny Blankers-Koen Vijfje · Schokland Vijfje · Wageningen Universiteit Vijfje · Luchtvaart Vijfje · Beemster Vijfje · Market Garden Vijfje · Jaap Eden Vijfje

Zilveren tientjes: Huwelijksmunt · Geboortemunt · Jubileummunt · Koningstientje · Verjaardagstientje
Caribisch Nederland: BES-dollar (2011, 2013)